# 瑞西 (约讷省)
瑞西（法語：Jussy，法語發音：[ʒysi]）是法国勃艮第-弗朗什-孔泰大区约讷省的一个市镇，属于欧塞尔区。

## 地理
瑞西（47°43'16"N, 3°35'3"E）面积7.28 平方千米，位于法国勃艮第-弗朗什-孔泰大區约讷省，该省份为法国中北部内陆省份，西接卢瓦雷省，西北接塞纳-马恩省，南至涅夫勒省，东临科多尔省，东北与奥布省接壤。
与瑞西接壤的市镇（或旧市镇、城区）包括：欧塞尔、库朗日拉维讷斯、埃科利沃圣卡米耶、日莱韦克、米热、瓦朗。

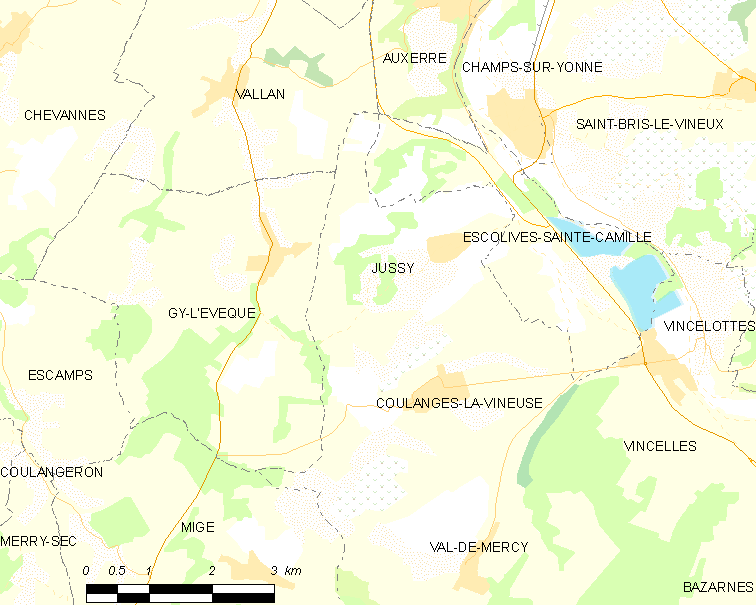
的OSM定位图

瑞西的时区为UTC+01:00、UTC+02:00（夏令时）。

## 行政
瑞西的邮政编码为89290，INSEE市镇编码为89212。

## 政治
瑞西所属的省级选区为万塞勒县。

## 人口

1962-2008年间人口变化图示

瑞西于2022年1月1日时的人口数量为355人。